# Moe Kiyooka
Moe Kiyooka (en japonés: 清岡もえ, Kiyooka Moe; 9 de octubre de 2003) es una deportista japonesa que compite en lucha libre. Ganó una medalla de oro en el Campeonato Mundial de Lucha de 2024, en la categoría de 55 kg.

## Palmarés internacional
| Campeonato Mundial | Campeonato Mundial | Campeonato Mundial | Campeonato Mundial |
| Año                | Lugar              | Medalla            | Categoría          |
| ------------------ | ------------------ | ------------------ | ------------------ |
| 2024               | Tirana (Albania)   | Medalla de oro     | 55 kg              |